# Ahaus
Ahaus är en stad i det tyska förbundslandet Nordrhein-Westfalen. Staden har cirka 41 000 invånare, på en yta av 151 kvadratkilometer, och är indelad i de sex stadsdelarna Ahaus (där ungefär hälften av invånarna bor), Alstätte, Graes, Ottenstein, Wessum och Wüllen. Ahaus ligger nära gränsen till Nederländerna och staden Enschede. Närmaste tyska storstad är Münster.

## Vänorter
Ahaus har följande vänorter:
- Argentré-du-Plessis, Frankrike, sedan 1976 vänort med stadsdelen Wüllen
- Buldan, Turkiet
- Domodedovo, Ryssland
- Haaksbergen, Nederländerna, sedan 1988
- Umhausen, Österrike, vänort med stadsdelen Gaes
- Vilkaviškis, Litauen